# 庫佛氏細胞
庫佛氏細胞（英語：Kupffer cell、Browicz-Kupffer cell、stellate macrophages，亦称为肝巨噬细胞）是位於肝臟中的特殊巨噬細胞，是单核吞噬细胞系统（mononuclear phagocyte system）的一部分。

## 歷史
庫佛氏細胞最早於1876年由波羅的海德意志解剖學家卡尔·威廉·冯·库普弗無意中發現。他在以印度墨染兔肝時發現星狀的細胞，誤以為是肝臟星狀細胞，並認定是肝血管內皮的一部分，直到1898年，波蘭科學家塔德乌什·博罗维奇才重新確認它們屬於巨噬細胞。

## 發育
庫佛氏細胞的發育來自骨髓，由前單核球（promonocytes）、原單核球（Monoblast）、單核球發育而來。血液中的單核球再進一步在肝竇壁發育成庫佛氏細胞。然而，最近的研究表明庫佛氏細胞初始群體的發育可能始於胚胎卵黃囊，並且具有自我更新的能力 (透過自我增殖維持族群並獨立於血液單核細胞) 。

## 功能
紅血球在肝中被庫佛氏細胞吞噬後遭到裂解，血红蛋白分子也被分解，球蛋白將被分解成胺基酸而回收，含有鐵的血基質會進一步被分解釋出鐵離子與膽紅素，鐵離子被回收，膽紅素則在肝細胞（Hepatocyte）中與葡糖醛酸結合，並由膽汁釋出。
Helmy等人在庫佛氏細胞表面發現了一種稱為CRIg的受體（Complement receptor of the immunoglobulin family），缺乏CRIg的老鼠之庫佛氏細胞無法正常清除循環系統中被補體結合的病原。CRIg在人類與老鼠中都在先天免疫扮演著重要的角色。

## 在酒精性肝病變中的角色
庫佛氏細胞的活化在早期的酒精性肝病變扮演著重要角色。庫佛氏細胞的TLR4受體與CD14受體被活化，促進許多造成發炎的細胞因子轉譯（如腫瘤壞死因子α）及超氧化物的製造。腫瘤壞死因子α可造成肝臟星狀細胞大量合成膠原蛋白，造成肝臟的纖維化，肝的纖維化最終造成肝硬化並失去功能。

## 外部連結
- Organology at UC Davis digestive/mammal/liver5/liver4 - "Mammal, liver (EM, Low)"
- Histology image: 15508loa – 波士顿大学的组织学学习系统